# Stanisław Potocki (1698-1760)
Stanisław Potocki (Ciężów, 1698 – Załoźce, 8 febbraio 1760) è stato un nobile e politico polacco.

## Biografia
Era figlio di Józef Potocki e della sua prima moglie, Wiktoria Leszczynska.

## Carriera
Potocki fu gran guardia della corona dal 1728, governatore di Smolensk (1735-1744), Kiev (1744-1756), Poznań dal 1756 e di Halicz (ora Halyč), Kolomyia e Snjatyn.
Nel 1733 fu eletto al parlamento.

## Matrimoni

### Primo matrimonio
Nel 1719 sposò Marianną Laszcz (?-1731), da cui ebbe due figli:
- Anna Elzbieta Potocka (?-1772): sposò Franciszek Salezy Potocki, ebbero cinque figli;
- Antoni Potocki

### Secondo matrimonio
Nel 1733 sposò Heleną Zamoyską (?-1761), figlia di Michał Zdzisław Zamoyski. Ebbero dieci figli:
- Józef Potocki (1735-1802)
- Piotr Potocki (?-1766)
- Franciszek Ksawery Potocki (?-1757)
- Wincenty Potocki (1740-1825)
- Wiktoria Potocka: sposò Ludwik Pociej, non ebbero figli
- Ludwika Potocka: sposò Ignacy Cetner, ebbero una figlia
- Ignacy Potocki
- Michal Potocki
- Ksawery Potocki
- Teofilia Potocka